# Рейнольдс, Райан
Ра́йан Ро́дни Ре́йнольдс (англ. Ryan Rodney Reynolds; род. 23 октября 1976[…], Ванкувер, Британская Колумбия, Канада) — канадско-американский актёр и кинопродюсер.
Начал карьеру с главной роли в канадской подростковой мыльной опере «Хиллсайд» (1991—1993) и играл второстепенные роли, пока не получил главную роль в ситкоме «Два парня и девушка» в период с 1998 по 2001 год. Затем Рейнольдс снялся в ряде фильмов, включая такие комедии как «Король вечеринок» (2002), «Большая жратва» (2005) и «Предложение» (2009). Он также исполнил драматические роли в фильмах «Погребённый заживо» (2010), «Женщина в золоте» (2015) и «Живое» (2017), снялся в таких боевиках, как «Блэйд: Троица» (2004), «Зелёный Фонарь» (2011), «Призрачная шестёрка» (2019) и «Главный герой» (2021), а также озвучил анимационные фильмы серии «Семейка Крудс» (2013—2020), «Турбо» (2013) и анимационно-игровой фильм «Покемон. Детектив Пикачу» (2019).
Самый большой коммерческий успех Рейнольдса пришёлся на фильмы 20th Century Fox «Дэдпул» (2016) и «Дэдпул 2» (2018), в которых он сыграл главного героя. Первый установил на момент выхода множество рекордов как для комедии с рейтингом R, а его работа принесла ему номинацию на премию Золотой Глобус и награду «Выбор критиков».
Рейнольдс был назван самым сексуальным мужчиной из ныне живущих по версии журнала People в 2010 году, а в 2017 году он получил звезду на Голливудской Аллее славы. Владеет долей в бизнесе Mint Mobile и является совладельцем валлийского футбольного клуба «Рексем».

## Биография
Райан Родни Рейнольдс родился 23 октября 1976 года в Ванкувере, Британская Колумбия. Он младший из четырёх сыновей. Его отец, Джеймс Честер Рейнольдс, был офицером королевской канадской конной полиции (КККП) до того, как ушёл в отставку и начал работать продовольственным оптовиком. Его мать, Тамара Ли (урождённая Стюарт), работала в сфере розничной торговли. У Рейнольдса есть два брата, которые работают в правоохранительных органах Британской Колумбии, один из которых последовал за своим отцом в КККП. Рейнольдс имеет ирландские и шотландские корни и вырос в римско-католической церкви в районе Китсилано в Ванкувере.
Рейнольдс занимался актёрским мастерством с тринадцати лет. В 1994 году он окончил среднюю школу Китсилано, которую посещал вместе с актёром Джошуа Джексоном. Рейнольдс играл небольшие роли в ряде телесериалов, но разочаровался и бросил актёрскую карьеру в 19 лет, чтобы поступить в Куантленский политехнический университет. Несколько месяцев спустя он столкнулся с другим актёром Крисом Уильямом Мартином, который убедил его попробовать ещё раз и переехать с ним в Лос-Анджелес.
Карьера Рейнольдса началась в 1991 году, когда он снялся в роли Билли Симпсона в канадской мыльной опере для подростков «Хиллсайд», выпускаемой в Соединённых Штатах каналом Nickelodeon под названием «Пятнадцатилетние». В 1993 году Рейнольдс сыграл ребёнка, который переезжает из Индии в Канаду после смерти отца в фильме «Обыкновенное волшебство». Между 1993 и 1994 годами у него была повторяющаяся роль в «Одиссее» в роли Макро. В 1996 году у него была второстепенная роль Джея ДеБума в «Сизигии», тринадцатом эпизоде третьего сезона «Секретных материалов», и также он снялся вместе с Мелиссой Джоан Харт в телефильме «Сабрина — маленькая ведьма». В 1996 году Рейнольдс сыграл Бобби Руппа, бойфренда убитой девушки-подростка Нэнси Клаттер, в двухсерийном мини-сериале «Хладнокровное убийство», экранизации одноимённого научно-популярного романа Трумэна Капоте. Он также появился в эпизоде антологии «За гранью возможного» «Происхождение видов», который вышел в эфир 14 ноября 1998 года. Начиная с 1998 года, Рейнольдс снялся в ситкоме «Два парня и девушка» (который назывался «Два парня, девушка и пиццерия» первые два сезона), сыграв студента-медика Майкла «Берга» Бергена. Он снялся в фильмах «Король вечеринок» и «Кот в мешке» в 2002 году, появился в фильме «Свадебная вечеринка» с Майклом Дугласом и Альбертом Бруксом, а также в канадском фильме «Защита от дурака» в 2003 году.
Хотя он играл в основном в комедиях, Рейнольдс прошёл интенсивную физическую подготовку, чтобы сыграть роль Ганнибала Кинга в фильме 2004 года «Блэйд: Троица». В том же году он исполнил роль-камео медбрата в фильме «Гарольд и Кумар уходят в отрыв». Рейнольдс сыграл Джорджа Лутца в ремейке 2005 года фильма ужасов 1979 года «Ужас Амитивилля». Также в 2005 году он сыграл официанта по имени Монти в фильме «Большая жратва» и появился в роли музыкального продюсера Криса Брандера в романтической комедии «Просто друзья» вместе с Эми Смарт и Анной Фэрис. В «Просто друзья» Рейнольдс синхронизировал губы «Клянусь» в финальных титрах. Кроме того, он сыграл агента ФБР вместе с Рэем Лиоттой в криминальном боевике 2006 года «Козырные тузы».
В 2005 году исполнил роль официанта Монти в «Большой жратве» и музыкального продюсера в романтической комедии «Просто друзья» наряду с актрисами Эми Смарт и Анной Фэрис. Кроме того, он сыграл агента ФБР в криминальном боевике 2006 года «Козырные тузы» (партнёром по площадке выступил Рэй Лиотта). Рейнольдс исполнил главную роль в фильме 2008 года «Да, нет, наверное». Также он сыграл Спенса в 22 эпизоде 2 сезона сериала «Клиника», приятеля по колледжу Джона Дориана и Кристофера Терка.

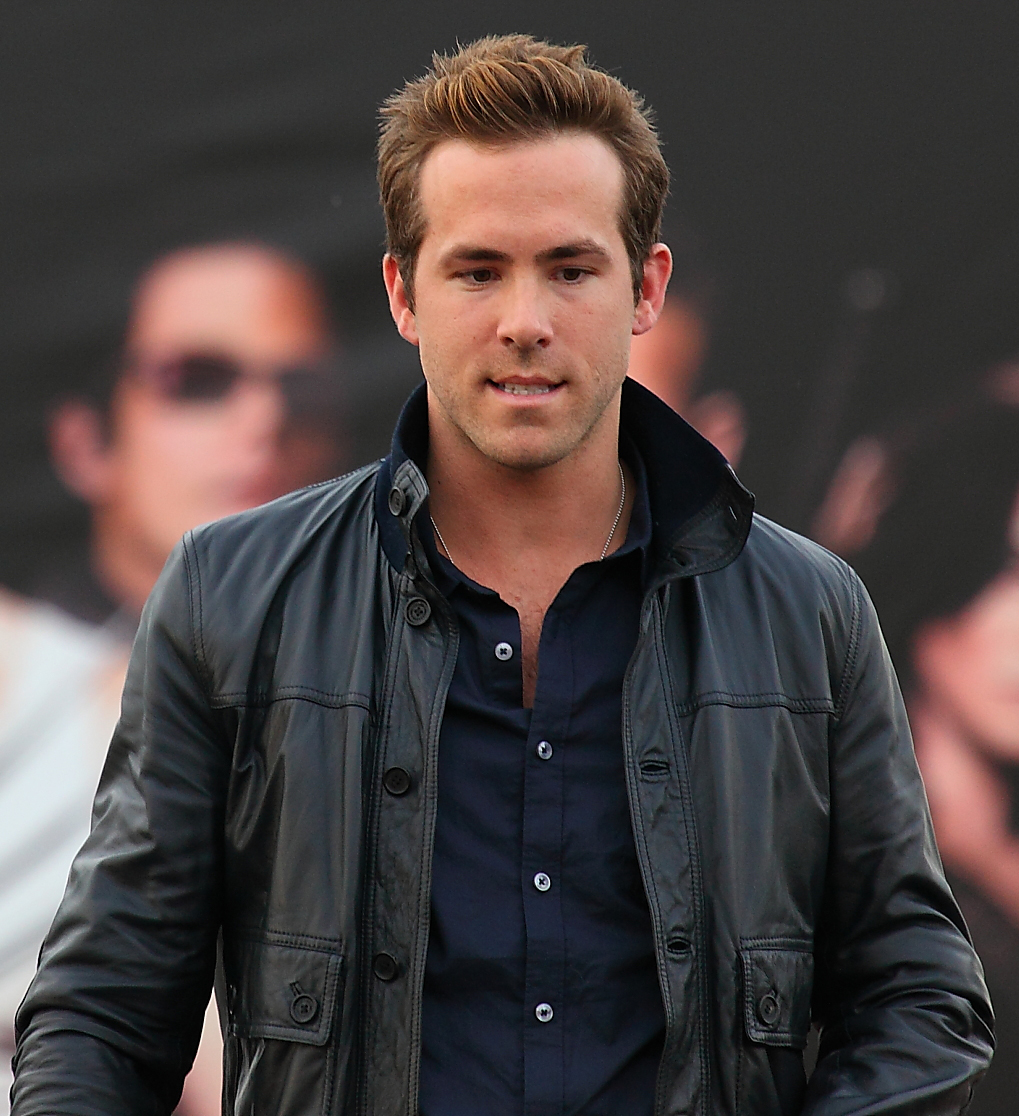
На премьере фильма «Люди Икс: Начало. Росомаха», 2009 год

Рейнольдс изобразил Уэйда Уилсона/Оружие XI во второстепенной роли в приквеле фильма «Людей Икс» компании 20th Century Fox «Люди Икс: Начало. Росомаха», который был выпущен в 2009 году. Ранее он говорил о своём интересе и участии в возможной экранизации Дэдпула со сценаристом Дэвидом С. Гойером ещё в 2005 году. В 2009 году Рейнольдс также сыграл Эндрю Пакстона в паре с Сандрой Буллок в «Предложение» и Майка Коннелла в «Парке культуры и отдыха» (также известном как «Страна приключений»).
В 2010 году Рейнольдс снялся в испано-американском триллере «Погребённый заживо», который был показан на кинофестивале «Сандэнс». В июне 2010 года Рейнольдс был приглашен в Академию кинематографических искусств и наук. Рейнольдс изобразил версию супергероя Зелёного Фонаря Хэла Джордана в фильме Warner Bros. «Зелёный фонарь», который вышел 17 июня 2011 года. В 2011 году он снялся в комедии «Хочу как ты», а также озвучил документальный фильм «Кит». В 2012 году он изобразил агента в «Коде доступа „Кейптаун“» вместе с Дензелом Вашингтоном. Затем у него были главные роли в двух анимационных фильмах DreamWorks Animation «Семейка Крудс» и Турбо, выпущенных в 2013 году. Его следующей ролью была роль Ника Уокера в экранизации комикса от Dark Horse Comics «Призрачный патруль», которая была выпущена в 2013 году Universal Pictures. Рейнольдс снялся в малобюджетных фильмах «Голоса» и «Пленница» в 2014 году, а также в «Прогулке по Миссисипи» в следующем году. Затем последовала второстепенная роль в финансово успешном биографическом фильме «Женщина в золоте», после чего он вернулся в жанр триллера с фильмом «Вне/себя», также в 2015 году.

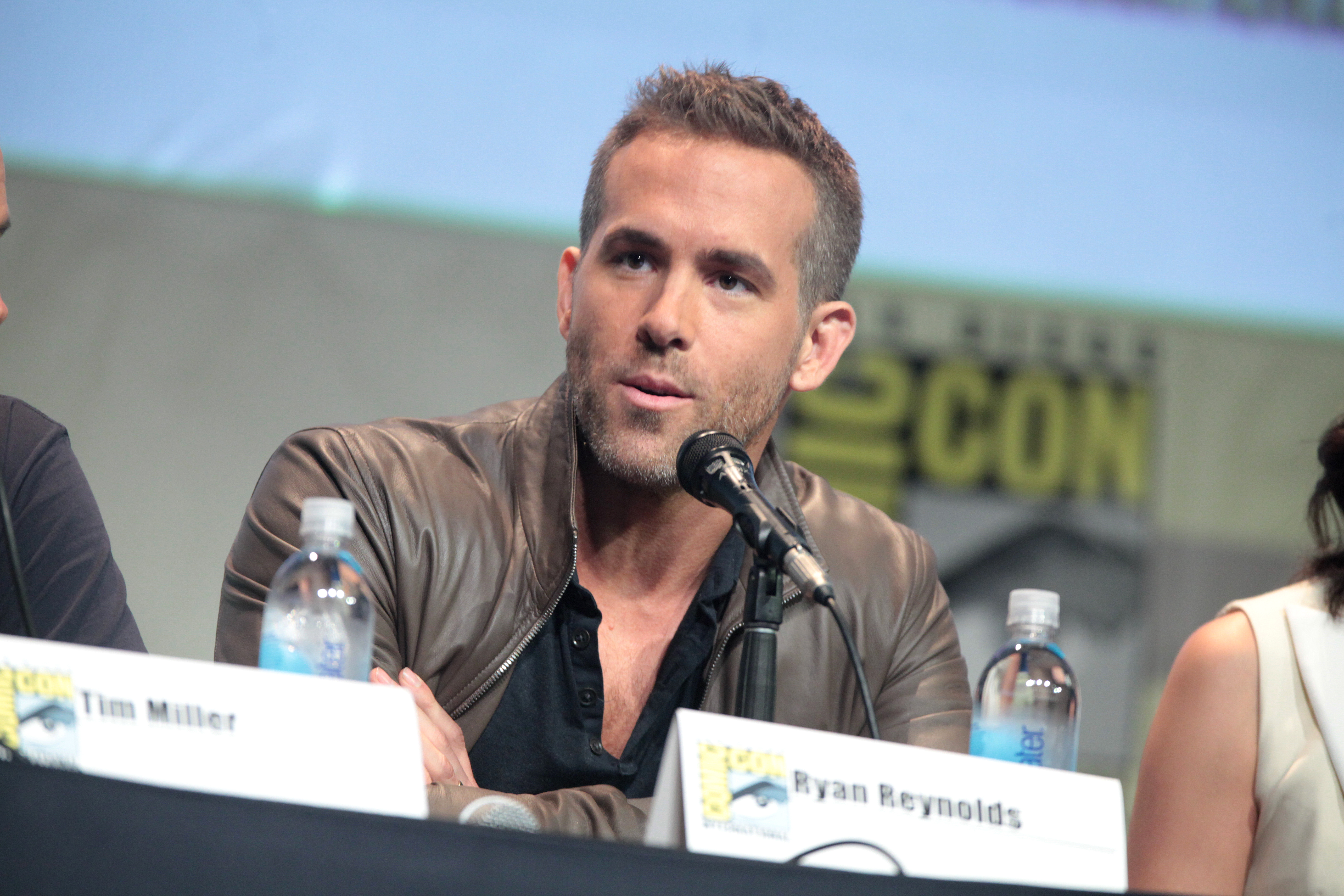
Рейнольдс на San Diego Comic Con, 2015 год

В 2016 году Рейнольдс добился критического и коммерческого успеха с «Дэдпулом», фильмом, который находился в разработке ещё с 2000 года. После роли Уэйда Уилсона/Оружия XI (без имени Дэдпула) в «Людях Икс: Начало. Росомаха» он стал активно участвовать в разработке фильма о Дэдпуле. В «Дэдпуле» была представлена «перезагрузка» персонажа; были проигнорированы события «Людей Икс: Начало. Росомаха» и создана новая предыстория для персонажа, которая была ближе к исходному материалу Marvel Comics. Действие фильма происходит во вселенной фильмов 20th Century Fox «Люди Икс», что стало возможным благодаря обнулению временной шкалы в «Людях Икс: Дни минувшего будущего». Дэдпул установил несколько рекордов кассовых сборов, в том числе: мировые сборы в первый уик-энд в размере 264,9 миллиона долларов на 62 рынках, что стало самым большим результатом в 2016 году, самым большим для фильма с рейтингом R и вторым по величине для Fox после «Звёздных войн. Эпизода III: Месть ситхов» (которые собрали 303,9 миллиона долларов). Фильм также зафиксировал крупнейшие в мире сборы в первый уик-энд в кинотеатрах IMAX 2D за все время (с 27,4 миллиона долларов в 606 кинотеатрах IMAX), затмив фильм «Тёмный рыцарь: Возрождение легенды» (23,8 миллиона долларов). За роль Дедпула Рейнольдс номинировался на премию «Золотой глобус», но проиграл Райану Гослингу в роли Себастьяна Уайлдера из фильма «Ла-Ла Ленд». Финансовый успех фильма и успех среди критиков побудили студию приступить к работе над продолжением. Также в 2016 году Рейнольдс сыграл второстепенную роль в триллере «Преступник» режиссёра Ариэля Вромена.
15 декабря 2016 года на Голливудской «Аллее славы» появилась именная звезда актёра. Рейнольдс также стал победителем премии People’s Choice Awards-2017 в номинации «Лучший актёр».
Рейнольдс снялся вместе с Джейком Джилленхолом и Ребеккой Фергюсон в научно-фантастическом триллере «Живое» в 2017 году, в котором он воссоединился с режиссёром «Кода доступа „Кейптаун“» Даниэлем Эспиносой. Рейнольдс начал сниматься в «Дэдпуле 2» в июне 2017 года. Премьера фильма состоялась 18 мая 2018 года. В мае 2019 года он сыграл в главной роли в фильме «Покемон. Детектив Пикачу», анимационно-игровой адаптации видеоигры Detective Pikachu. Рейнольдс озвучил и послужил актёром захвата движения лица для Пикачу. В том же году он снялся в боевике Netflix «Призрачная шестёрка» режиссёра Майкла Бэя. Фильм вышел в прокат 13 декабря 2019 года. Рейнольдс выступил исполнительным продюсером телеигры ABC Don’t, премьера которого состоялась 11 июня 2020 года. В январе 2019 года было объявлено, что он вернётся в качестве голоса Гая в продолжении «Семейки Крудс» «Семейка Крудс 2: Новоселье», оно также было выпущено в 2020 году.
В 2021 году Рейнольдс снялся в трёх фильмах. Первый, «Телохранитель жены киллера», представляет собой комедийный боевик режиссёра Патрика Хьюза по сценарию Тома О’Коннора, Брэндона и Филиппа Мерфи. Этот фильм является продолжением фильма 2017 года «Телохранитель киллера», в котором также участвовали Рейнольдс, Сэмюэл Л. Джексон, Сальма Хайек и Ричард Э. Грант, которые вернулись к своим ролям. С началом съёмок в апреле 2019 года, Рейнольдс снялся во втором своём фильме 2021 года, научно-фантастическом комедийном боевике «Главный герой» режиссёра Шона Леви по сценарию Мэтта Либермана и Зака Пенна. Рейнольдс играет второстепенного персонажа, который понимает, что живет в видеоигре. Фильм с участием Джоди Комер, Лила Рел Хауэри, Уткарша Амбудкара, Джо Кири и Тайки Вайтити был выпущен в кинотеатрах США 13 августа студией 20th Century Studios. В своём последнем фильме года Рейнольдс снялся вместе с Дуэйном Джонсоном и Галь Гадот в триллере Netflix «Красное уведомление», сценаристом и режиссёром которого выступил Роусон Маршалл Тёрбер. В октябре 2021 года Рейнольдс объявил, что берёт «небольшой творческий отпуск» в своей работе после производства «В духе Рождества». В марте 2022 года Рейнольдс снялся в научно-фантастическом приключенческом фильме Netflix «Проект Адам» режиссёра Шона Леви.

## Признание
Рейнольдс фигурировал в списках самых сексуальных мужчин по версии журнала People в 2007 и 2009 годах и был удостоен высшей награды в 2010 году.
За свою работу Рейнольдс получил широкое признание и различные награды. После роли в канадском драматическом сериале «Хиллсайд» (также известный как «Пятнадцатилетние» в Канаде) он был номинирован на премию «Молодой артист» в 1993 году. За роль Дэдпула в одноимённом фильме 2016 года он получил кинопремию «Выбор критиков» в номинации «Лучший актёр в комедии» и номинацию на премию «Золотой глобус» в аналогичной категории. За саундтрек к сиквелу 2018 года он получил номинацию на Грэмми как лучший саундтрек-сборник для визуальных медиа. Также он имеет три награды MTV Movie & TV Awards, три премии People’s Choice Awards и три премии «Сатурн».

## Личная жизнь
С 2002 по 2007 был в отношениях с Аланис Мориссетт. Они объявили помолвку в 2004 году, но спустя три года разошлись.
5 мая 2008 была объявлена помолвка с актрисой Скарлетт Йоханссон. Они поженились 28 сентября на горном курорте Тофино близ Ванкувера (Канада). 14 декабря 2010 было объявлено об их разводе.
9 сентября 2012 года женился на актрисе Блейк Лайвли, с которой встречался 11 месяцев до их свадьбы. 16 декабря 2014 года у супругов родилась дочь Джеймс (англ. James), 28 сентября 2016 года — вторая дочь Инес (англ. Inez), а 4 октября 2019 года — третья дочь Бетти (англ. Betty). 15 сентября 2022 года объявили о четвёртой беременности, в феврале 2023 года у пары родился сын.
Рейнольдс имеет двойное гражданство Канады и США. Является владельцем профессионального футбольного клуба «Рексем» из одноимённого города на севере Уэльса.

## Фильмография
| Год       |     | Русское название                            | Оригинальное название                                | Роль                                                |
| --------- | --- | ------------------------------------------- | ---------------------------------------------------- | --------------------------------------------------- |
| 1991—1993 | с   | Полтора десятка                             | Fifteen                                              | Билли Симпсон                                       |
| 1993      | ф   | Обыкновенное волшебство                     | Ordinary Magic                                       | Ганеш/Джеффри                                       |
| 1993—1994 | с   | Одиссея                                     | The Odyssey                                          | Макро/Ли                                            |
| 1994      | тф  | Меня зовут Кейт                             | My Name is Kate                                      | Кевин Баннистер                                     |
| 1995      | тф  | Молчи и служи: История Маргарет Каммермейер | Serving in Silence: The Margarethe Cammermeyer Story | Энди                                                |
| 1995      | с   | Маршал                                      | The Marshal                                          | Рик                                                 |
| 1995      | с   | Одинокий голубь: Годы изгнания              | Lonesome Dove: The Outlaw Years                      | Гриффин                                             |
| 1995—1998 | с   | За гранью возможного                        | The Outer Limits                                     | Дерек Тилман/Пол Нодель                             |
| 1996      | с   | Секретные материалы                         | The X-Files                                          | Джей Де-Бум                                         |
| 1996      | тф  | Когда дружба убивает                        | Когда дружба убивает                                 | Бен Колсон                                          |
| 1996      | тф  | Сабрина — маленькая ведьма                  | Sabrina the Teenage Witch                            | Сет                                                 |
| 1996      | с   | Хладнокровное убийство                      | In Cold Blood                                        | Бобби Рупп                                          |
| 1996      | с   | Шоу Джона Ларрокетта                        | The John Larroquette Show                            | Тони Хемингуэй                                      |
| 1997      | ф   | Паникёр                                     | The Alarmist                                         | Говард Анкона                                       |
| 1998      | с   | Волшебный мир Дисней                        | The Wonderful World of Disney                        | Уэйд Эрли                                           |
| 1998—2001 | с   | Два парня и девушка                         | Two Guys and a Girl                                  | Майкл «Берг» Берген                                 |
| 1999      | ф   | Подруги президента                          | Dick                                                 | Чип                                                 |
| 1999      | ф   | Скоро                                       | Coming Soon                                          | Генри Липшитц                                       |
| 2000      | ф   | Болтун                                      | Boltneck                                             | Карл О’Райли                                        |
| 2000      | ф   | Падшие                                      | We All Fall Down                                     | «красные туфли»                                     |
| 2001      | ф   | Вознаграждение нашедшему                    | Finder's Fee                                         | Куигли                                              |
| 2002      | ф   | Король вечеринок                            | National Lampoon's Van Wilder                        | Вэн Уайлдер                                         |
| 2002      | ф   | Кот в мешке                                 | Buying the Cow                                       | Майк Хэнсон                                         |
| 2003      | ф   | Защита от дурака                            | Foolproof                                            | Кевин                                               |
| 2003      | с   | Клиника                                     | Scrubs                                               | Спенс                                               |
| 2003      | ф   | Свадебная вечеринка                         | The In-Laws                                          | Марк Тобиас                                         |
| 2004      | ф   | Гарольд и Кумар уходят в отрыв              | Harold & Kumar Go to White Castle                    | медбрат «киска»                                     |
| 2004      | ф   | Блэйд: Троица                               | Blade: Trinity                                       | Ганнибал Кинг                                       |
| 2004—2005 | мс  | Зеромен                                     | Zeroman                                              | Ту Сыр                                              |
| 2005      | тф  | Учитель года                                | School of Life                                       | мистер Ди                                           |
| 2005      | ф   | Ужас Амитивилля                             | The Amityville Horror                                | Джордж Латс                                         |
| 2005      | ф   | Большая жратва                              | Waiting…                                             | Монти                                               |
| 2005      | ф   | Просто друзья                               | Just Friends                                         | Крис Брэндер                                        |
| 2006      | ф   | Козырные тузы                               | Smokin' Aces                                         | Ричард Месснер                                      |
| 2007      | ф   | Девятки                                     | The Nines                                            | Гэри/Гэвин/Гэбриел                                  |
| 2007      | с   | Моя команда                                 | My Boys                                              | Хамс                                                |
| 2008      | ф   | Теория хаоса                                | Chaos Theory                                         | Фрэнк                                               |
| 2008      | ф   | Да, нет, наверное                           | Definitely, Maybe                                    | Уилл Хэйс                                           |
| 2008      | ф   | Светлячки в саду                            | Fireflies in the Garden                              | Майкл                                               |
| 2009      | ф   | Парк культуры и отдыха                      | Adventureland                                        | Майк Коннелл                                        |
| 2009      | ф   | Люди Икс: Начало. Росомаха                  | X-Men Origins: Wolverine                             | Уэйд Уилсон/Дэдпул                                  |
| 2009      | ф   | Предложение                                 | The Proposal                                         | Эндрю Пэкстон                                       |
| 2009      | ф   | Бумажный человек                            | Paper Man                                            | Капитан Великолепный                                |
| 2010      | с   | Улица Сезам                                 | Sesame Street                                        | камео                                               |
| 2010      | ф   | Погребённый заживо                          | Buried                                               | Пол Конрой                                          |
| 2011      | ф   | Зелёный Фонарь                              | The Green Lantern                                    | Хэл Джордан/Зелёный Фонарь                          |
| 2011      | ки  |                                             | Green Lantern: Rise of the Manhunters                | Хэл Джордан/Зелёный Фонарь                          |
| 2011      | ф   | Хочу как ты                                 | The Change-Up                                        | Митч Планко                                         |
| 2011—2017 | мс  | Гриффины                                    | Family Guy                                           | камео                                               |
| 2011      | док | Кит                                         | The Whale                                            | рассказчик                                          |
| 2012      | ф   | Код доступа «Кейптаун»                      | Safe House                                           | Мэтт Уэстон                                         |
| 2012      | ф   | Третий лишний                               | Ted                                                  | Джаред                                              |
| 2013      | мф  | Семейка Крудс                               | The Croods                                           | Малой                                               |
| 2013      | мф  | Турбо                                       | Turbo                                                | Турбо                                               |
| 2013      | ф   | Призрачный патруль                          | R.I.P.D.                                             | Ник Уокер                                           |
| 2014      | ф   | Голоса                                      | The Voices                                           | Джерри Хикфэнг                                      |
| 2014      | ф   | Миллион способов потерять голову            | A Million Ways to Die in the West                    | камео                                               |
| 2014      | ф   | Пленница                                    | The Captive                                          | Мэттью                                              |
| 2015      | ф   | Прогулка по Миссисипи                       | Mississippi Grind                                    | Кёртис                                              |
| 2015      | ф   | Женщина в золоте                            | Woman in Gold                                        | Рэндол Шенберг                                      |
| 2015      | ф   | Вне/себя                                    | Self/less                                            | Марк/Дэмиан Хэйл                                    |
| 2016      | ф   | Преступник                                  | Criminal                                             | Билл Поуп                                           |
| 2016      | ф   | Дэдпул                                      | Deadpool                                             | Уэйд Уилсон/Дэдпул                                  |
| 2017      | кор | Дэдпул: Никаких добрых дел                  | Deadpool: No Good Deed                               | Уэйд Уилсон/Дэдпул                                  |
| 2017      | ф   | Живое                                       | Life                                                 | Рори «Рой» Адамс                                    |
| 2017      | ф   | Телохранитель киллера                       | The Hitman’s Bodyguard                               | Майкл Брайс                                         |
| 2018      | ф   | Дэдпул 2                                    | Deadpool 2                                           | Уэйд Уилсон/Дэдпул, Кейн Марко / Джаггернаут, камео |
| 2018      | ки  |                                             | Marvel Strike Force                                  | Уэйд Уилсон/Дэдпул                                  |
| 2019      | док | Тропический лес Большого Медведя            | Great Bear Rainforest                                | рассказчик                                          |
| 2019      | ф   | Покемон. Детектив Пикачу                    | Pokemon Detective Pikachu                            | Пикачу, Гарри Гудман                                |
| 2019      | ф   | Форсаж: Хоббс и Шоу                         | Fast & Furious: Hobbs & Shaw                         | Виктор Лок                                          |
| 2019      | ф   | Призрачная шестёрка                         | 6 Underground                                        | Первый                                              |
| 2020      | мф  | Семейка Крудс: Новоселье                    | The Croods: A New Age                                | Малой                                               |
| 2020      | вс  | Несколько хороших новостей                  | Some Good News                                       | метеоролог                                          |
| 2020      | с   | Не                                          | Don't                                                | комментатор                                         |
| 2021      | ф   | Телохранитель жены киллера                  | Hitman's Wife's Bodyguard                            | Майкл Брайс                                         |
| 2021      | кор | Дэдпул и Корг реагируют                     | Deadpool and Korg React                              | Уэйд Уилсон/Дэдпул                                  |
| 2021      | ф   | Красное уведомление                         | Red Notice                                           | Нолан Бут                                           |
| 2021      | ф   | Главный герой                               | Free Guy                                             | Парень/Чувак                                        |
| 2021      | ки  |                                             | Fortnite: Battle Royale                              | Парень/Чувак                                        |
| 2021      | мс  | Заправка на углу                            | Corner Gas Animated                                  | камео                                               |
| 2022      | ки  |                                             | FIFA 23                                              | камео                                               |
| 2022      | с   | Добро пожаловать в Рексэм                   | Welcome to Wrexham                                   | в роли себя                                         |
| 2022      | ф   | Проект «Адам»                               | The Adam Project                                     | Адам Рид                                            |
| 2022      | ф   | Быстрее пули                                | Bullet Train                                         | Резчик                                              |
| 2022      | ф   | В духе Рождества                            | Spirited                                             | Клинт Бриггс                                        |
| 2023      | ф   | Без ответа                                  | Ghosted                                              | Джонас                                              |
| 2023      | с   | Американский автомобиль                     | American Auto                                        | камео                                               |
| 2024      | ф   | Воображаемые друзья                         | IF                                                   | Кэлвин                                              |
| 2024      | ф   | Дэдпул и Росомаха                           | Deadpool & Wolverine                                 | Уэйд Уилсон/Дэдпул                                  |
| 2025      | ф   | Друзья-животные                             | Animal Friends                                       |                                                     |

### Музыкальные клипы
| Год  | Название              | Исполнитель  | Роль               | Примечания |
| ---- | --------------------- | ------------ | ------------------ | ---------- |
| 2018 | Ashes                 | Селин Дион   | Уэйд Уилсон/Дэдпул | [ 66 ]     |
| 2019 | You Need to Calm Down | Тейлор Свифт | Художник           | [ 67 ]     |
| 2024 | Chk Chk Boom          | Stray Kids   | камео              | [ 68 ]     |